# Maiersreuth
Maiersreuth ist ein Gemeindeteil des Marktes Neualbenreuth im oberpfälzischen Landkreis Tirschenreuth.

## Geografie
Das Dorf Maiersreuth liegt im Oberpfälzer Wald nahe der Grenze zur Tschechischen Republik. Der Ort liegt 13 Kilometer nordöstlich der Stadt Tirschenreuth sowie drei Kilometer nordwestlich von Bad Neualbenreuth.

## Geschichte
Die Bayerische Uraufnahme zeigt Maiersreuth in den 1810er Jahren mit neun Herdstellen, die beinahe alle südwestlich des Muglbaches lagen; lediglich der Hof mit der Hausnummer 3 lag nordöstlich des Bachlaufes. Bei den meisten Anwesen handelte es sich um Vierseithöfe. Nur das heute nicht mehr existierende Anwesen mit der damaligen Hausnummer 10 bildete davon eine Ausnahme.
Vom Mittelalter bis kurz nach der Mitte des 19. Jahrhunderts gehörte Maiersreuth zur Fraisch oder Frais, einem Gebiet, das der gemeinsamen Gerichtsbarkeit der Stadt Eger und des Stiftes Waldsassen unterstand. Das Dorf gehörte zu den  „ungemengten“ Ortschaften, was bedeutete, dass in diesem Ort ausschließlich Untertanen des Stiftes Waldsassen lebten. Das Gebiet der Albenreuther Fraisch überdauerte auch die Säkularisation in Bayern, die Rechtsnachfolge des Stiftes Waldsassen trat dabei das Königreich Bayern an. Erst als das Königreich und das Kaisertum Österreich 1862 den Wiener Vertrag abschlossen, endete die Existenz dieses Kondominiums. Seit dem 19. Jahrhundert bildet das Dorf einen Ortsteil der Gemeinde Neualbenreuth. Im Jahr 1970 lebten 63 Einwohner in Maiersreuth.